# Amfiktionije ali Janez Goligleb
Amfiktionije ali Janez Goligleb je drama slovenskega dramatika Antona Novačana. Drama je sestavljena iz štirih dejanj, prvi dve je napisal leta 1940, drugi dve dejanji pa po II. svetovni vojni.

## Osebe
- Janez Goligleb je primestni imenitnik,
- Praksa je njegova žena,
- Idealija in Realija sta njuni hčeri,
- stric Ambrož (Fenomen),
- profesor Andrej,
- Bikonja (minister),
- dr. Smeh, dr. Grah, dr. Potreba (voditelji strank).

## Vsebina
Drama se odvija pred vojno leta 1941, ko se Goligleb odloči za vstop v politiko, kljub temu, da mu žena nasprotuje. Praksa želi, da mož izstopi iz politike, zato za njegovimi agitatorji pošlje svoje, ki pa njegove ponižujejo. Glavno nalogo dodeli Martinu, ki je zaljubljen v njeno hčerko Realijo. Pove mu, da če bo dobro opravil nalogo, morda dobi Realino roko. Idealija mora napisati gledališko igro, vendar ji delo ne gre od rok, namreč zaljubila se je v Andreja. To pa dobro izkoristi Fenomen, ki sam napiše igro in jo pošlje v Narodno gledališče. Idealija svari očeta, da svet politike ni zanj, o tem se pa prepriča na srečanju z Bikonjo, ko povsem pogori in tako ne upa več biti voditelj naroda. Fenomen mu da govor, ki očara vse ljudstvo, nasprotniki pa se zarotijo proti njemu. Isti večer uprizorijo Fenomenovo igro, ki je odigrana zelo dobro. Na koncu predstave se bliža nevihta in Fenomen odide z odra, občinstvo je navdušeno, dr. Potreba kot vedno protestira, vsi pa se mu posmehujejo.